# Beckingen
Beckingen és un municipi del districte de Merzig-Wadern a l'estat federat alemany de Saarland. Està situat tocant el riu Saar, aproximadament a 7 km al sud-est de Merzig, i a 30 km al nord-oest de Saarbrücken.
Beckingen (anteriorment Becking) era antigament un municipi i capital del cantó de Mosel·la, al districte de Saarlouis. Després de la derrota de l'Imperi Napoleònic al 1815, Beckingen va ser cedit a Prússia.

## Nuclis
- Beckingen
- Düppenweiler
- Erbringen
- Hargarten
- Haustadt
- Honzrath
- Oppen
- Reimsbach
- Saarfels